# Duinviooltjesmot
De duinviooltjesmot (Pancalia nodosella) is een vlinder uit de familie prachtmotten (Cosmopterigidae). De wetenschappelijke naam is voor het eerst geldig gepubliceerd in 1851 door Bruand.
De soort komt voor in Europa.